# Gassan Sadakatsu
Gassan Sadakatsu (jap. 月山 貞勝; * 1869 in Osaka; † 24. Dezember 1943) war ein japanischer Schwertschmied der modernen Gassan-Schule.

## Leben
Sadakatsu war der erste Sohn von Gassan Sadakazu (月山貞一, 1836–1918) und nach Gassan Sadayoshi und seinem Vater Sadakazu der dritte Stammhalter der modernen Gassan-Schule. Obwohl er bereits sehr früh bei seinem Vater die Schwertschmiedekunst erlernte, begann er erst ab 1918, dem Todesjahr seines Vaters, Klingen unter eigenem Namen zu signieren. Davor assistierte er seinem Vater bei der Herstellung von Nihonto (sog. Daisaku). Angesichts des hohen Alters seines Vaters und dessen hoher Reputation als teishitsu gigei-in ist nicht auszuschließen, dass es sich dabei oftmals um Klingen handelte, die von Sadakatsu selbst unter dem  Namen seines Vaters hergestellt wurden (sog. Daimei). Nach dem Tode seines Vaters führte Sadakatsu die Gassan-Schule fort, und schmiedete Schwerter für die kaiserliche Familie sowie weitere hohe Würdenträger, darunter auch der englische König Georg V. Die hohe Wertschätzung für Sadakatsu kommt auch in der Bewertung seines Zeitgenossen Kurihara Hikosaburō zum Ausdruck. Dieser war ein Förderer der japanischen Schwertschmiedekunst, der über 400 japanische Schwertschmiede bewertete. Dabei wies er Sadakatsu neben 11 weiteren Schwertschmieden den höchsten Rang (Sai-Jo Saku) zu. 
Offenbar war Sadakatsu jedoch nicht nur ein hervorragender Schwertschmied, sondern auch ein guter Lehrmeister. Gleich zwei seiner Schüler, sein Sohn Gassan Sadaichi und Takahashi Sadatsugu, erhielten später den Titel Ningen kokuhō (Lebendiger Nationalschatz). Sadakatsu starb schließlich am 24. Dezember 1943 im Alter von 74 Jahren.

## Nihonto Charakteristika von Sadakatsu
Selbstverständlich meisterte Sadakatsu die Kunst, Klingen mit einer Ayasugi-hada, dem typischen Gassan-Stil, zu schmieden. Seine Schwertschmiedekunst beschränkte sich jedoch nicht hierauf. Vielmehr beherrschte er auch andere traditionelle Schwertschmiedetraditionen, wie z. B. die Bizen-Tradition und die Sōshū-Tradition. Darüber hinaus gravierte er auch selbst Horimono. Er favorisierte dabei Pflaumenzweige und Zitate aus Gedichten des japanischen Dichters Motoori Norinaga (1730–1801).